# David Cal Figueroa
David Cal Figueroa (O Hío, Cangas do Morrazo, 10 d'octubre de 1982) és un piragüista gallec especialitzat en canoes monoplaça, en les distàncies de 500 i 1.000 metres.
David Cal va guanyar la medalla de bronze als Campionats del Món Juvenils de Zagreb de 1999 a la categoria C1 1.000 metres. A l'any següent va aconseguir el Campionat d'Europa Juvenil a Boulogne en la disciplina de C1 500 metres. També guanyà la medalla de bronze a la categoria dels 1.000 metres.
La seva primera medalla a nivell absolut, va ser als Campionats del Món de Gainesville el 2003, aconseguint la medalla d'argent a la categoria C1 1.000 metres.
Va obtenir la medalla d'or en els Jocs Olímpics d'Estiu de 2004 realitzats a Atenes (Grècia) en les proves de C-1 1.000 metres i la medalla de plata en la prova de C-1 500 metres. Abanderat de la delegació espanyola als Jocs Olímpics d'Estiu de 2008 realitzats a Pequín (Xina), va aconseguir guanyar la medalla de plata en les dues proves disputades: C-1 500 m. i C-1 1.000 metres. En els Jocs Olímpics d'Estiu de 2012 celebrats a Londres (Regne Unit) aconseguí guanyar una nova medalla de plata en la prova C-1 1.000 metres.